# Hamburg European Open 2019
Hamburg European Open 2019 — тенісний турнір, що проходив на ґрунтових кортах у місті Гамбург, Німеччина з 22 липня. Належав до категорії ATP Tour 500.

## Фінальна частина

### Одиночний розряд
Ніколоз Басілашвілі —  Андрій Рубльов 7–5, 4–6, 6–3

### Парний розряд
Олівер Марах /  Юрген Мельцер —  Робін Гаасе /  Веслі Колгоф 6–2, 7–6(7–3)